# Акимович Микола Васильович
Микола Васильович Акимович (1862–1942) — український математик, педагог.

## Біографія
М. В. Акимович народився 15 січня 1862 року в с. Лубенці Чигиринського повіту Київської губернії.
У 1888 році закінчив математичне  відділення фізико-математичного факультету Новоросійського університету зі ступенем кандидата.
Закінчивши в 1989 році  Одеські вищі педагогічні курси, працював у гімназіях Одеси, Єлисаветграда. Брав участь у Всеросійських з'їздах викладачів математики. Мав цивільний чин надвірного радника.
Протягом 1917—1920 року викладав математику  в Одеському народному університеті.
В 1920—1923 роках працював на робітничих факультетах Одеського інституту народної освіти, Одеського політехнічного інституту. Водночас викладав вищу математику в Одеському вищому художньому училищі.
З 1923 року був викладачем, а з 1929 року — професором Одеського інституту народної освіти. З 1930 року  обіймав посади професора кафедри математики Одеського інституту соціального виховання та професора кафедри точних наук Одеського інституту професійної освіти.
У 1931 році вийшов на пенсію.
Помер у  1942 році в Одесі.